# Dragon Ball Z: Drengen fra fremtiden
Dragon Ball Z: Drengen fra fremtiden er en TV-special baseret på Akira Toriyamas mangaserie. Oprindeligt sendt i Japan den 24. februar 1993 mellem afsnit 175 og 176, specialen adapterer et bonuskapitel fra mangaserien. Den omhandler den oprindelige, post-apokalyptiske tidslinje ude i fremtiden, hvor Son-Goku døde til en hjertevirus, og en teenage-Trunks, under Son-Gohans vejledninger, forsøgerat besejre Androide 17 og 18, der er biologisk-forberede mennesker, der oprindeligt blev programmeret til at dræbe Son-Goku og hans venner, og som nu fortsætter med at hærge jorden og dets indbyggere.
I Denmark blev specialen udgivet af SF-Film på DVD den 17. januar 2006 med dansk og japansk tale samt danske undertekster.